# Bomaanslag op Hipercor op 19 juni 1987
De bomaanslag op Hipercor was een autobomaanslag door de Baskische separatistische organisatie ETA, die op 19 juni 1987 plaatsvond op de Hipercor-supermarkt (hypermarkt) op de Avenida Meridiana in Barcelona in Spanje. Door de aanslag werden 21 mensen gedood en 45 gewond, waarmee het de meeste dodelijke aanslag uit de geschiedenis van de ETA is. Het tijdstip en de inhoud van de voorafgaande telefonische waarschuwingen en de reactie van de autoriteiten daarop zijn onderwerp van controverse gebleven.

## Achtergrond
In de twee jaar voorafgaand aan de aanslag had de ETA in Barcelona een zestal autobommen af laten gaan, waarbij in totaal drie doden waren gevallen. Tot dan toe was de aanslag in Spanje met de meeste doden de bomaanslag op El Descanso in 1985 geweest, vermoedelijk uitgevoerd door islamitische militanten, waarbij 18 doden en 82 gewonden waren gevallen. De ETA-aanslag met de meeste doden was tot dan toe de autobom op het Plaza República in Madrid op 14 juli 1986 met 12 doden (allen leden van de Guardia Civil) en 50 gewonden.
Op 10 juni 1987, ruim een week voor de aanslag op Hipercor, was Herri Batasuna, de politieke vleugel van de ETA, in de drie Baskische provincies als grootste partij uit de bus gekomen bij de Europese Parlementsverkiezingen.

## Voorbereiding
Op bevel van ETA-leider Santiago Arrospide Sarasola ("Santi Potros") besloten drie leden van het 'Comando "Barcelona"', Josefa Ernaga, Domingo Troitiño en Rafael Caride Simón, een bomaanslag te plegen op een supermarkt.
De drie bezochten diverse winkelcentra en selecteerden er een waar een auto onder geparkeerd kon worden. In een appartement in de Calle Casteldefels in Barcelona werd vervolgens een bom gemaakt met 30 kilo ammonal, 100 liter benzine en een hoeveelheid lijm en zeepschilfers. Het geheel werd voorzien van een tijdklok en woog zo'n 200 kilo. De bom werd in de kofferbak van een gestolen Ford Sierra gelegd.

## Aanslag
De aanslag vond plaats op vrijdagmiddag 19 juni 1987. De bomauto was neergezet op de eerste verdieping van de drie verdiepingen hoge parkeergarage onder de Hipercor. Rond twaalf over vier werd de bom door de tijdklok geactiveerd. De ontploffing verwoestte twintig auto's eromheen en sloeg een gat van vijf meter doorsnee in de vloer van de hypermarkt, waardoor een enorme vuurbal kwam. Verscheidene slachtoffers werden niet door de vlammen gedood, maar door de giftige gassen verstikt. De verwoesting was zo ernstig dat sommige lijken pas twee uur later werd gevonden en een aantal stoffelijke overschotten zo zwaar verbrand was dat ze nooit geïdentificeerd zijn. Vijftien mensen werden onmiddellijk gedood, te weten tien vrouwen (waarvan één zwanger), drie mannen en twee kinderen. Het dodental zou oplopen tot 21.

## Telefonische waarschuwingen
De ETA bracht daaropvolgend een communiqué uit, waarin werd beweerd dat zij voorafgaand aan de bomaanslag een waarschuwing had doen uitgaan, maar dat de politie geweigerd had het gebied te evacueren. De politie daarentegen beweerde dat de waarschuwing slechts een paar minuten voor de explosie was binnengekomen.
Tijdens het latere proces tegen de daders bleek dat Troitiño vanuit een telefooncel drie waarschuwingen had doorgebeld, één naar de Guardia Urbana de Barcelona (politie van de stad Barcelona), één naar de supermarkt in kwestie en één naar de krant Avui. De gegeven informatie was echter verwarrend, omdat niet gemeld werd dat het om een autobom ging en als tijdstip van de explosie 15:30 werd genoemd - waarmee een zoekmarge van slechts vijf à tien minuten werd gegeven -, dat was 38 minuten vóór het werkelijke moment van ontploffing. Bewakers van het bedrijf dat het gebouw beveiligde, gingen met behulp van de politie naar de bom zoeken, maar troffen geen verdacht pakket aan. Omdat het tijdstip van de waarschuwing reeds was gepasseerd, achtten zowel het management van Hipercor als de politie ontruiming niet nodig. Een bijkomende factor was dat in die periode, aldus de krant La Vanguardia, een grote hoeveelheid valse bommeldingen was binnengekomen; die dag alleen al twaalf.
Sommige nabestaanden kondigden later een proces aan tegen zowel de politie als Hipercor, omdat ze ondanks de waarschuwingen het gebouw niet hadden ontruimd. Een woordvoerder van de winkel zei dat het de verantwoordelijkheid van de politie was een gebouw te evacueren. De regeringswoordvoerder daarentegen zei dat de beslissing bij de directie van het bedrijf had gelegen. "Het gebouw is privé-eigendom. Het is moeilijk om tegen de wil van de eigenaars in te gaan. De handelingen van de politie waren voortdurend adequaat."

## Reacties
De toenmalige premier, Felipe Gonzalez, brak zijn bezoek aan Brazilië af en keerde terug naar Spanje. Hij verklaarde nog voor zijn terugkeer: "Deze aanslag is anders dan we tot nu toe gezien hebben. Het is een poging om de regering te dwingen van koers te wijzigen. Maar we zullen niet toegeven aan willekeurig geweld. We zullen terrorisme met alle mogelijke middelen blijven bestrijden."
De aanslag werd bijna unaniem veroordeeld. Ook enige leiders van Batasuna veroordeelden de aanslag, al deden ze dat wel op persoonlijke titel en niet namens de partij.
Circa 750.000 mensen deden mee aan een protestoptocht door Barcelona tegen terrorisme. Ook hielden 700.000 werknemers vijf minuten stilte om de aanslag te veroordelen. De excuses van een woordvoerder van de ETA waren onderhevig aan scherpe kritiek. De Barcelonese krant La Vanguardia vroeg zich af: "Hoe kan iemand die niet zoveel mensen wil doden een bom leggen in een supermarkt, op het drukste moment van de vrijdag?"
The Independent schreef dat "...de aanslag door velen als een keerpunt werd gezien in de geschiedenis van de ETA, omdat de koelbloedige moord op vrouwen en kinderen vele Basken die tot dan toe sympathiek ten opzichte van de doelstellingen van de ETA hadden gestaan, met walging vervulde."

## Arrestaties en proces
Op 9 september 1987 werden Domingo Troitiño en Josefa Ernaga vastgezet en op 23 oktober 1989 werden beiden tot 794 jaar gevangenisstraf en een boete van meer dan een miljard peseta's veroordeeld. De Audiencia Nacional (Spaans Centraal Strafhof) oordeelde dat zij met voorbedachten rade hadden gehandeld en een aanzienlijke tijd voorafgaande aan de aanslag alle mogelijke consequenties hadden afgewogen. Tijdens het proces trachtten Troitiño en Ernaga hun daden te rechtvaardigen door te verklaren dat ze slechts de bedoeling hadden gehad de winkel in brand te steken en niet om te doden, hoewel ze bekend waren met het feit dat er bewoonde appartementen achter de Hipercor lagen.
In 1993 werd in Frankrijk Rafael Caride Simon gearresteerd. Volgens de Spaanse politie was Caride Simon als voormalige leider van het zogeheten "Commando Barcelona" van de ETA de bedenker van de aanslag op Hipercor. Hij werd op 23 juli 2003 veroordeeld tot 790 jaar gevangenisstraf voor het uitvoeren van de aanslag, terwijl in hetzelfde proces Santi Potros dezelfde straf kreeg voor het geven van de opdracht.